# Skolhälsovård
Skolhälsovård är i Sverige kostnadsfri och ska erbjudas elever i förskoleklass, grundskolan, gymnasieskolan, särskolan, specialskolan och sameskolan. Det ska finnas skolläkare och skolsköterska.
Den ska följa elevernas utveckling och hälsa samt verka för sunda levnadsvanor hos dem.
Skolhälsovården skall främst vara förebyggande och omfatta hälsokontroller och enkla sjukvårdsinsatser. För elever i särskolan och specialskolan skall det även ingå särskilda undersökningar med anledning av deras funktionsnedsättningar.
Alla elever i grundskolan och sameskolan ska erbjudas minst tre hälsokontroller, jämnt fördelade under skoltiden. Den första ska ske under första läsåret, eller i förskoleklass för de elever som går där. Dessutom ska det mellan hälsokontrollerna erbjudas kontroll av syn och hörsel samt andra begränsade hälsokontroller. Om skolläkaren anser att en elev behöver undersökas särskilt, ska detta göras.
Elever i gymnasieskolan och i gymnasiesärskolan skall få tillfälle att genomgå minst en allmän hälsokontroll.